# 福尔米尼战役
福爾米尼戰役（英語：Battle of Formigny）發生於1450年4月15日，是英法百年戰爭後期的一場主要戰役，這場戰役法軍獲得決定性勝利，並且造成英軍在諾曼地最後一支軍隊的潰滅。為法軍控制英格蘭王國在諾曼地地區剩餘堡壘的行動鋪路。

## 背景
查理七世所領導的法國人從1444年簽訂的圖爾條約中贏得重組和提振軍力的時間，另一方面英王亨利六世未能有效明確地指揮法國境內的英軍，他們不僅分散各地且相當脆弱。當法國人打破1449年6月以來的休戰局面時便佔盡上風，法軍在八月攻下蓬托德梅尔、蓬莱韦克、利雪等城鎮，诺曼底其他多數地區在十月被法軍收復。在布羅兄弟的監督下，法軍在入侵卡昂之前奪回盧昂 （1449年10月）、阿夫勒尔 （1449年12月）、翁夫勒和弗雷努瓦 （1450年1月），切斷北部和東部英軍的聯繫。
英國在1449年冬季期間集結大約3400人的部隊，在湯瑪斯‧克雷爾爵士率領下從朴次茅斯前往法國。他們於1450年3月15日登陸瑟堡。克雷爾的軍隊又得到索默賽特公爵以及諾曼第駐軍的增援。

## 戰鬥
克雷爾的軍隊向南方推進，圍攻瓦洛涅，封鎖瑟堡和科唐坦半島的聯繫。瓦洛涅在3月27日陷落，克雷爾繼續向法軍控制的卡靈頓推進。

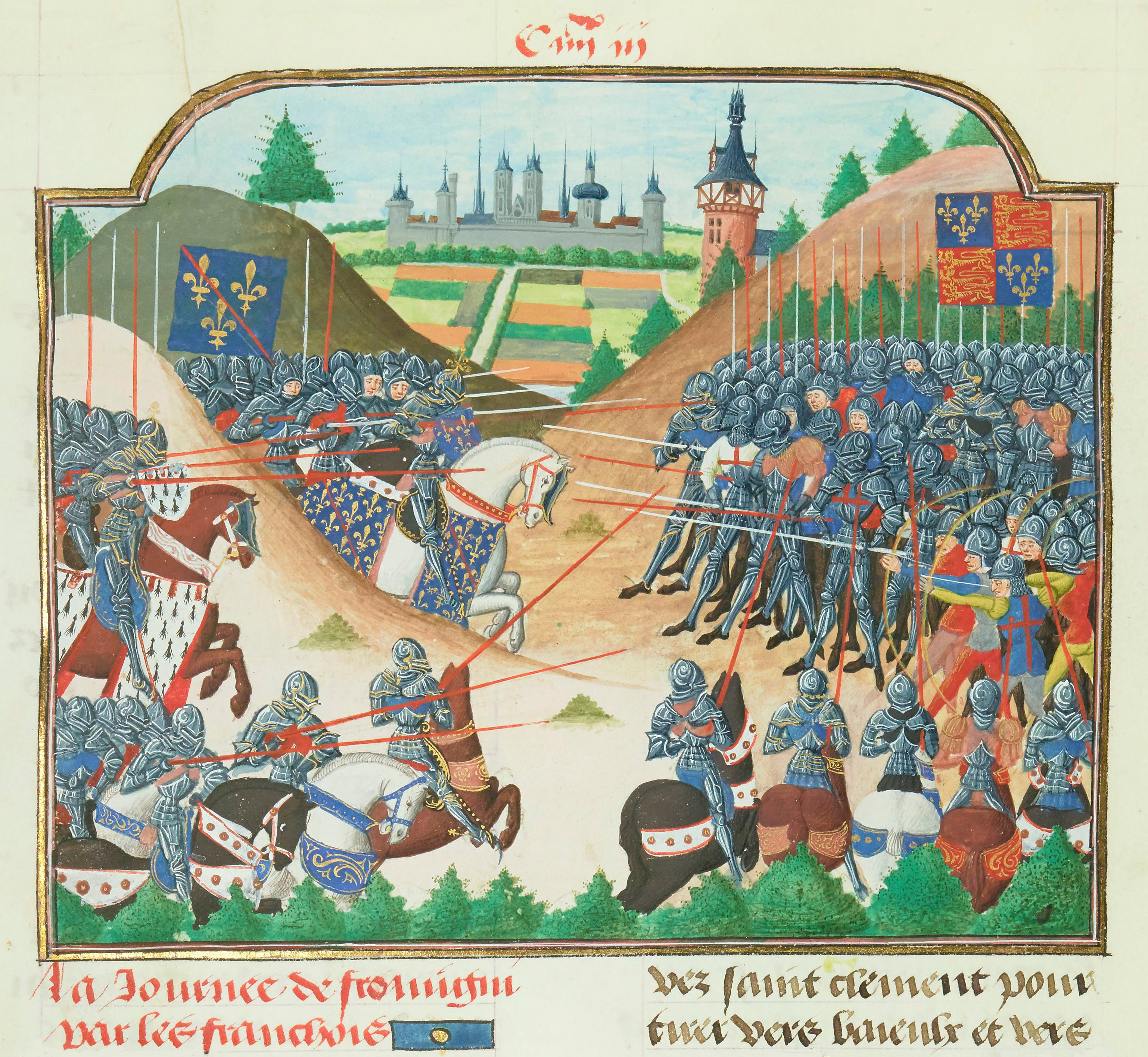
福爾米尼戰役

4月12日英軍包圍卡靈頓，雖然有零星的小衝突，但是法軍拒絕出擊。克雷爾轉而朝向東邊的巴約鎮前進，4月14日到達福爾米尼村落。克勒芒伯爵讓·德·波旁率3000法軍從卡靈頓向東攔截英軍。同日，法蘭西王室統帥里奇蒙伯爵阿蒂爾（後來的布列塔尼公爵）率1200到2000布列塔尼騎兵從南方抵達聖洛。
4月15日，英軍發現克勒芒伯爵的軍隊。雙方在卡靈頓與巴約之間的道路相遇，靠近歐爾河的小支流。英軍背對河流，在低土牆和灌木叢後擺開4000到5000人的長陣。
午後，法軍的披甲戰士下馬對英軍陣線發動攻擊失敗，由側翼衝鋒的法軍騎兵也同樣遭擊退，克勒芒伯爵接著部署兩門蛇砲對英軍防線開火，英軍承受不住砲擊，便對火炮發動攻擊並奪取，法軍因此陷入混亂。
此時，里奇蒙伯爵率領的騎兵由南方抵達，渡過歐爾河接近英軍側翼。
當克雷爾的部下正在搬移法軍火炮的時候，他將軍隊移向左側來應對新的敵人。克勒芒伯爵見機再度攻擊英軍。由於英軍放棄原先的位置，他們遭到布列塔尼騎兵的衝鋒與屠殺，克雷爾被俘虜而他的部隊潰滅，僅有一小支部隊逃出。

## 影響
戰役的失敗讓英格蘭受到一記重擊，克雷爾的部隊有3,800人陣亡或嚴重受傷，1400人被俘，而法國和布列塔尼軍隊傷亡不超過600人。從此諾曼第不再有任何英格蘭軍隊可以阻止法國人，整個區域很快地回歸法國，卡昂在6月12日被佔領，而英格蘭在諾曼地最後的堡壘瑟堡，在8月12日陷落。
這場戰役常被援引為火炮首次佔有重要地位的戰鬥（火炮首次帶來決定性戰果的戰役一般被認為是不久之後的卡斯蒂永战役。但是這個想法存在一些爭議，因為布列塔尼騎兵的衝鋒迫使英軍必須離開防守位置是最為關鍵的一擊，不過戰鬥前期法軍火炮的攻勢仍然有帶來些許戰果。
雖然法軍火炮的戰果並不豐碩，但它成功吸引到里奇蒙伯爵的注意，讓他知道有一場戰鬥正在發生，得以及時馳援。對於克勒芒伯爵來說非常幸運，根據他部下軍官的記述，若是里奇蒙伯爵沒有及時抵達，他的部隊將會受到難以挽回的傷害。

## 相關圖片

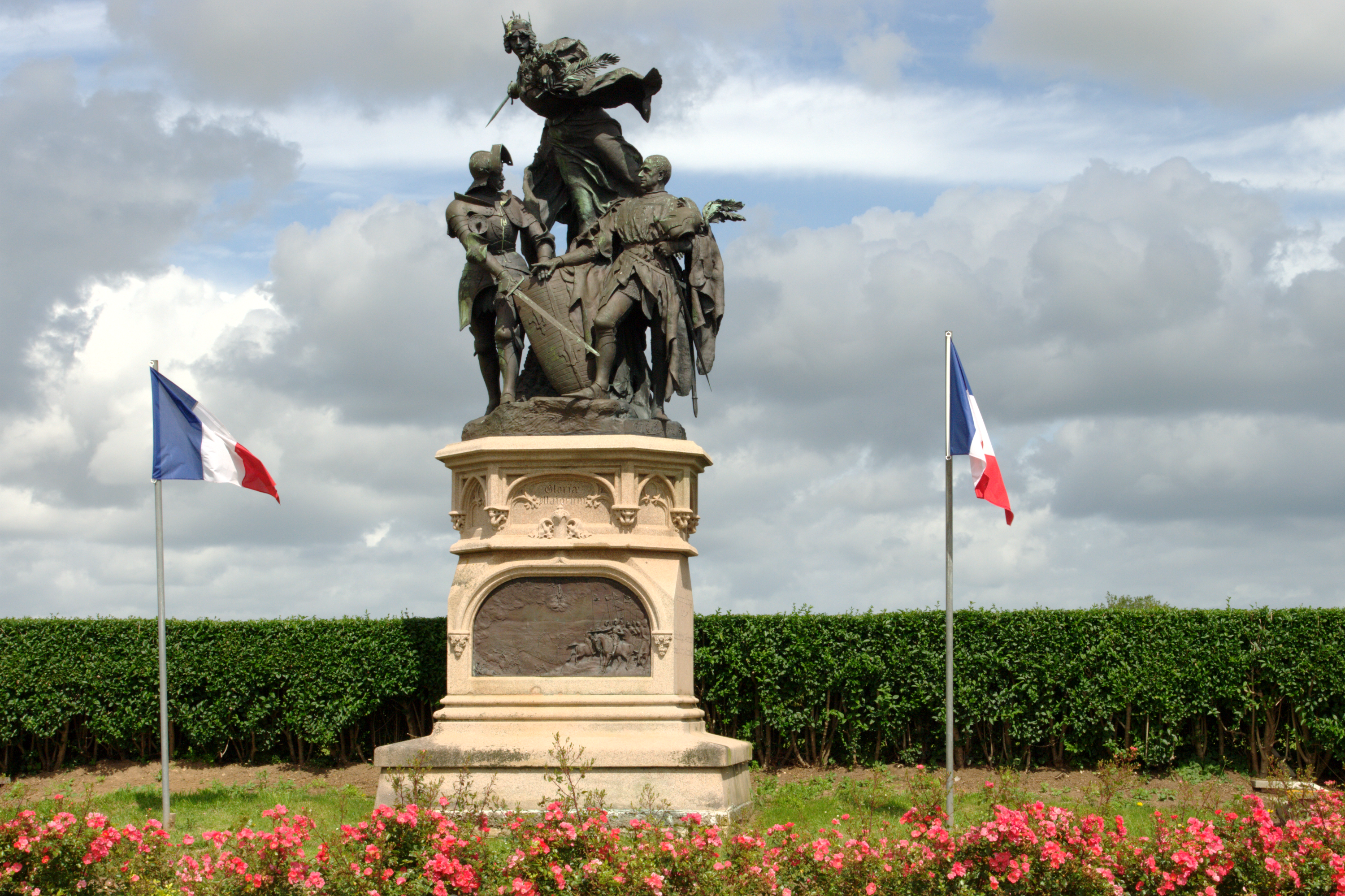
福爾米尼戰役紀念碑
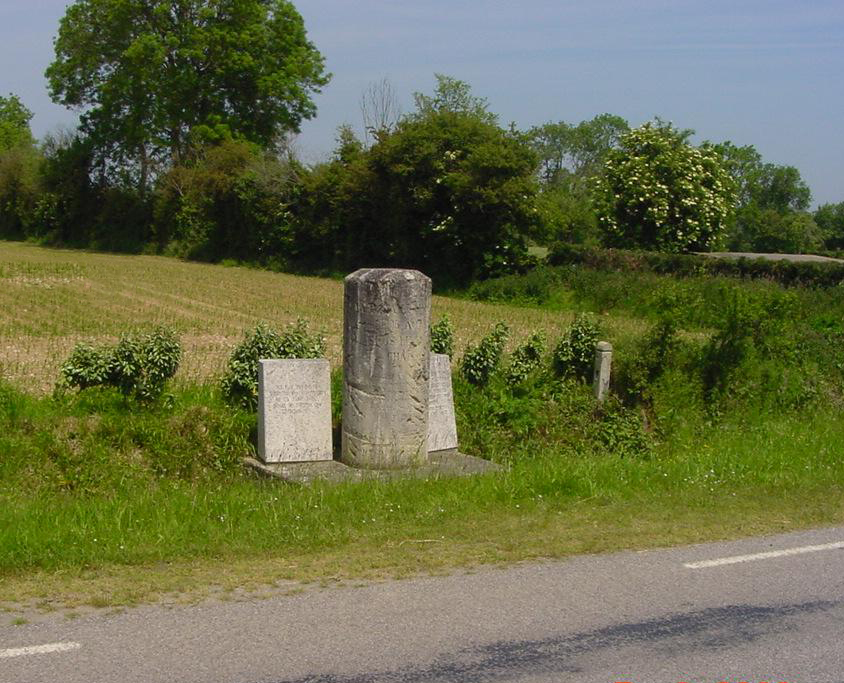
標示戰場位置的小型紀念碑
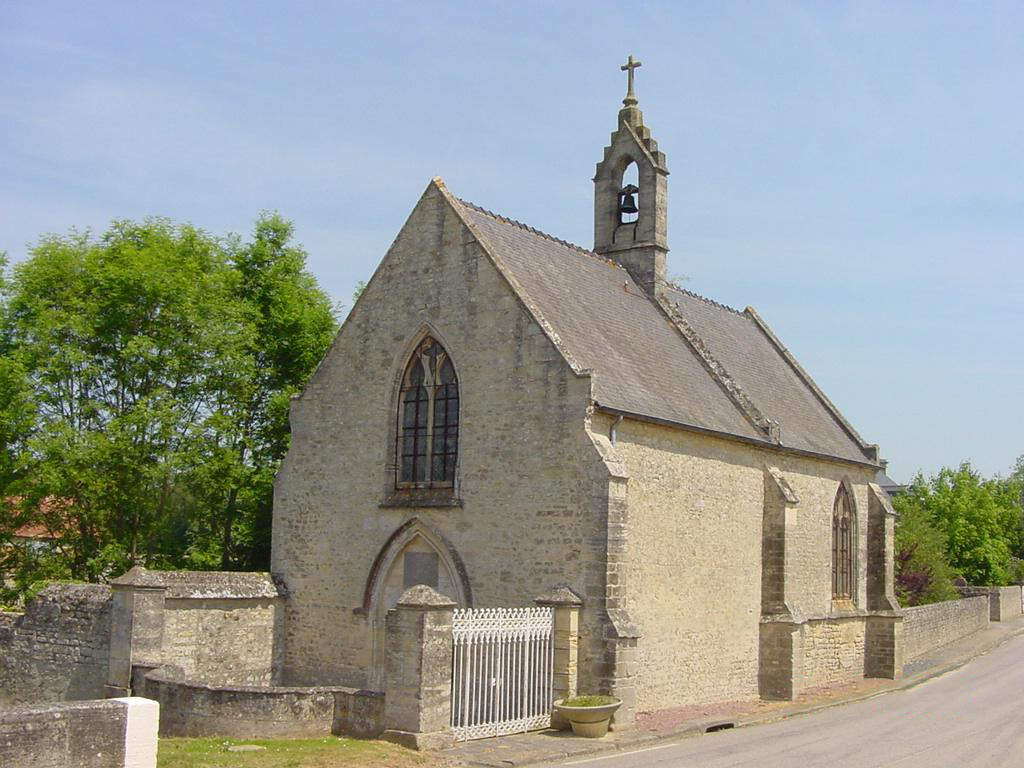
1486年克勒芒伯爵建立紀念這場勝利的禮拜堂

## 註腳
1. 1 2 3 4  Nicolle 2012，第37頁.
2. ↑  Nicolle 2012，第35頁.
3. ↑  Nicolle 2012，第38頁.
4. ↑  Rogers 2010，第54頁.
5. ↑  Tucker 2010，第340頁.
6. ↑  Wagner 2006, p. 34.
7. 1 2 3  Wagner 2006, p. 127.
8. ↑  Roberts 2004, p. 206.
9. ↑  Bradbury 1992, p. 176.
10. 1 2 3 4 5 6 7 8  Rogers 2010, p. 54.
11. ↑  Wagner 2006, pp. 127-128.
12. 1 2  Wagner 2006, p. 128.
13. ↑  Tucker 2010, p. 340.